# مخبوز الكاراميل الهش
مخبوز الكاراميل الهش ويُعرف أيضاً باسم كعكة الكاراميل الهشة، مربعات الكاراميل، أو شرائح الكاراميل، أو مخبوز المليونيريين الهش أو شريحة المليونيريين هو بسكويت سُكّري يتألف من قاعدة مخبوزات هشة مستطيلة الشكل مُغطّاه بطبقة ناعمة من حشوة الكاراميل والشوكولاتة.
تتواجد الوصفات والمراجع المتعلقة بهذه الطبخة في أستراليا، ومن المراجع الشهيرة المتعلقة بذلك هي مذكرات كتب الطبخ من سبعينيات القرن العشرين في مجلة الامرأة الأسترالية الأسبوعية.